# Vincent Kliesch

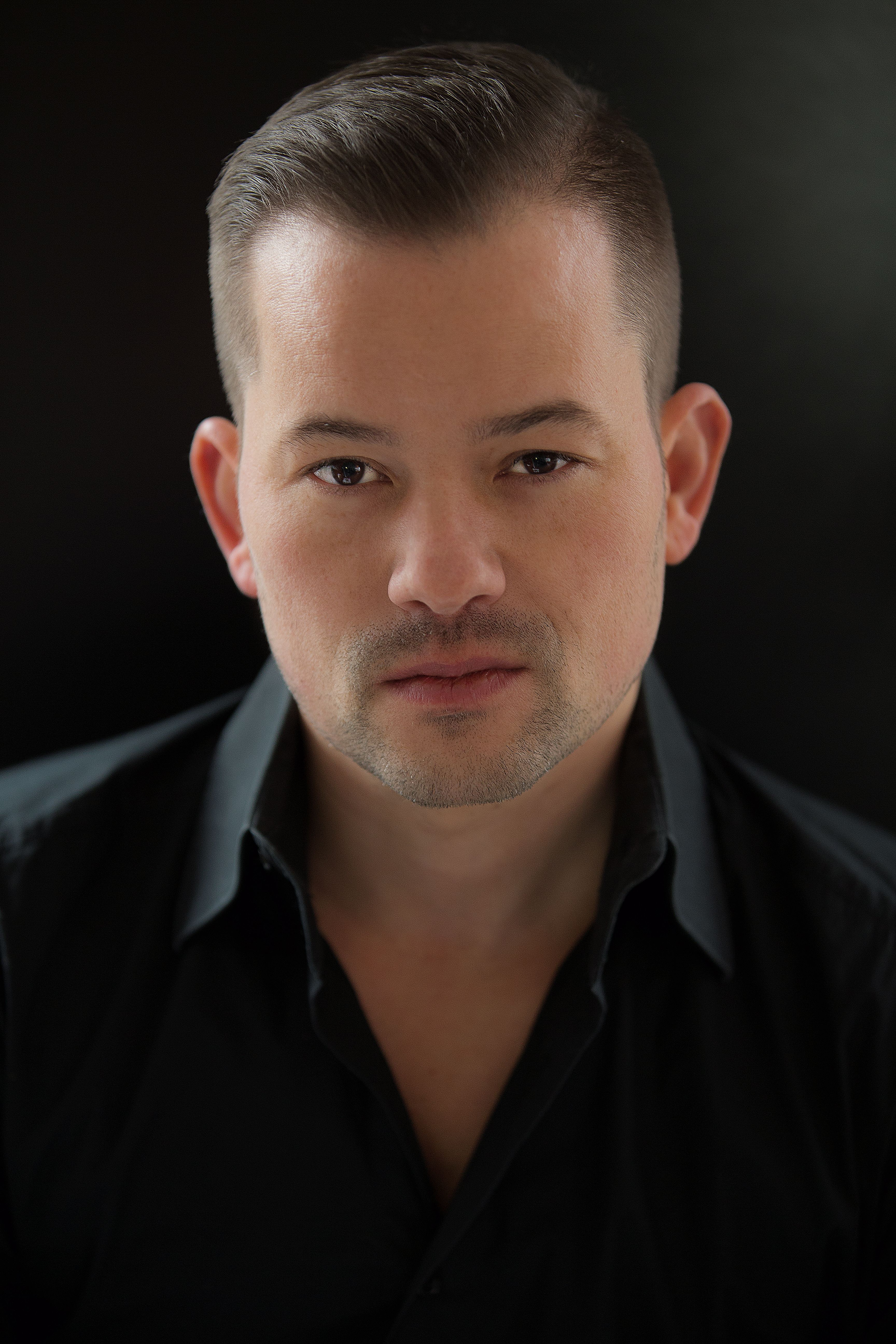
Autorenfoto Vincent Kliesch (2019)

Vincent Marcus Kliesch (* 17. Oktober 1974 in Berlin) ist ein deutscher Schriftsteller, Moderator und Comedian.

## Leben
Vincent Kliesch wurde 1974 in Berlin geboren, wo er bis heute lebt. Nach dem Abitur erlernte er zunächst den Beruf des Restaurantfachmanns, bevor er sich ab dem Jahr 2003 der Stand-up-Comedy zuwandte. Nach Auftritten unter anderem in der Sat.1-Castingshow Star Search, im Quatsch Comedy Club und bei Nightwash wurde er später Moderator im Filmpark Babelsberg in Potsdam, wo er bis 2018 regelmäßig tätig war.
Im Jahr 2010 veröffentlichte Kliesch den Roman Die Reinheit des Todes im Münchner Verlag Blanvalet, der zum Bestseller wurde. Die Reinheit des Todes wurde, mit dem Sprecher Uve Teschner, auch als Hörbuch produziert. Das Hörbuch wurde ebenfalls zum Bestseller. Es erreichte im Februar 2011 Platz eins der Hörbuchcharts von audible.de.
Im April 2011 erschien die Anthologie Berlin blutrot, an der insgesamt 16 Krimi- und Thrillerautoren mitgewirkt haben. Neben Vincent Kliesch, der die Kurzgeschichte Der Fremde beisteuerte, waren u. a. auch Sebastian Fitzek, Zoe Beck und Ulrike Bliefert beteiligt.
Ebenfalls im April 2011 veröffentlichte Vincent Kliesch den Roman Der Todeszauberer, erneut im Verlag Blanvalet. Der Thriller knüpft inhaltlich an Die Reinheit des Todes an und bildet den zweiten Teil der Trilogie um den Ermittler Julius Kern und dessen Rivalen Tassilo Michaelis. Der Todeszauberer wurde ebenfalls zum Bestseller. Er belegte, wie zuvor bereits Die Reinheit des Todes, im August 2011 Platz 1 der Hörbuchcharts von audible.de.
Im Oktober 2011 erschien die Kurzgeschichtensammlung Weihnachtsglanz – 21 Bestseller-Autoren schreiben für den guten Zweck als E-Book. Neben Autoren wie Andreas Eschbach, Dora Heldt oder Sarah Lark war auch Vincent Kliesch an der Anthologie beteiligt. Kliesch hat hierzu die bereits in Berlin blutrot veröffentlichte Kurzgeschichte Der Fremde in einer abgeänderten Weihnachtsfassung beigesteuert. Der Erlös dieser Anthologie ging an die Organisationen Writers in prison und Trauer Fuchsbau.
Im April 2012 erschien der Roman Der Prophet des Todes bei Blanvalet. Mit seinem dritten Thriller schließt Vincent Kliesch die Trilogie um seine Hauptfiguren Julius Kern und Tassilo Michaelis ab.
Im Juli 2013 veröffentlichte Vincent Kliesch seinen vierten Thriller Bis in den Tod hinein. Obwohl auch dieser Roman, wie bereits seine drei Vorgänger, im LKA Berlin spielt und eine Vielzahl bereits eingeführter Nebenfiguren auftreten, ist die Hauptfigur darin nicht mehr Julius Kern, sondern der Rheingauer Hauptkommissar Severin Boesherz.
Im November 2014 veröffentlichte die Brigitte in Kooperation mit dem Hörbuchverlag Random House Audio die sechste Ausgabe der Sammlung Starke Stimmen, für die insgesamt zwölf deutsche Krimis und Thriller von prominenten Schauspielern als Hörbuch aufgenommen wurden. Die Reinheit des Todes ist in dieser Sammlung vertreten und wurde von dem Schauspieler Peter Lohmeyer gelesen. Diese CD-Version erschien zudem auch als Einzeltitel.
Im August 2015 erschien der Roman Im Augenblick des Todes. Er erzählt die Geschichte von Kommissar Severin Boesherz weiter.
Mit „Auris“ schrieb er 2019 den Roman zu einer Hörspiel-Idee seines Freundes Sebastian Fitzek. Der Thriller führte drei Wochen die SPIEGEL-Bestsellerliste an und hielt sich über mehrere Monate in den Top 10. Das Hörspiel, das exklusiv bei audible.de erschien, stieg ebenfalls an die Spitze der Audible-Bestsellerliste.
„Auris“ ist der Auftakt zu einer neuen Thriller-Reihe vom Autoren-Duo Vincent Kliesch und Sebastian Fitzek. An „Auris“ hatte er drei Jahre gearbeitet gehabt und es war bisher sein aufwändigstes Projekt. Die Reihe umfasst inzwischen fünf Bände. „Auris“ wurde auch im Auftrag von RTL, von dem deutschen Regisseur Gregor Schnitzler, verfilmt.

## Werke
Jula und Hegel-Thriller (Auris-Reihe)
- Auris (Nach einer Idee von Sebastian Fitzek). Droemer, München 2019, ISBN 978-3-426-30718-2. (DE: Gold (Hörbuch-Award))[2]
- Die Frequenz des Todes. Auris (Nach einer Idee von Sebastian Fitzek), Droemer, München 2020, ISBN 978-3-426-30760-1. (DE: Gold (Hörbuch-Award))
- Todesrauschen. Auris (Nach einer Idee von Sebastian Fitzek), Droemer, München 2021, ISBN 978-3-426-30840-0. (DE: Gold (Hörbuch-Award))
- Der Klang des Bösen. Auris (Nach einer Idee von Sebastian Fitzek), Droemer, München 2022, ISBN 978-3-426-30841-7.
- Tödlicher Schall. Auris (Nach einer Idee von Sebastian Fitzek), Droemer, München 2024, ISBN 978-3-426-44876-2.
- Puls der Angst. Auris (Nach einer Idee von Sebastian Fitzek), Droemer, München 2025, ISBN 978-3-426-44879-3.

Julius-Kern-Reihe
- Die Reinheit des Todes. Blanvalet Verlag, München 2010, ISBN 978-3-442-37492-2 / Random House Audio Editionen (Starke Stimmen VI.), 2014, ISBN 978-3-8371-2736-2.
- Der Todeszauberer. Blanvalet Verlag, München 2011, ISBN 978-3-442-37493-9.
- Der Prophet des Todes. Blanvalet Verlag, München 2012, ISBN 978-3-442-37797-8.

Kommissar-Boesherz-Reihe
- Bis in den Tod hinein. Blanvalet Verlag, München 2013, ISBN 978-3-442-37798-5.
- Im Augenblick des Todes. Blanvalet Verlag, München 2015, ISBN 978-3-7341-0054-3.
- Im Auge des Zebras. Knaur Verlag, München 2021, ISBN 978-3-426-52666-8.

andere
- Der Fremde (Kurzgeschichte). in Berlin blutrot, Kölnisch-Preußische Lektoratsanstalt, Köln 2011, ISBN 978-3-940610-13-3.
- Gefährlich nah (Starke Stimmen VI. Die Krimis), Random House Audio Editionen, 2014, ISBN 978-3-8371-2744-7.